# ラ・アブラ
ラ・アブラ（La Habra）は、アメリカ合衆国カリフォルニア州のオレンジ郡にある都市。人口は6万3097人（2020年）。ロサンゼルス大都市圏のベッドタウンである。

## 歴史
1870年代にバスク人がこの地域に入植し牧場を開拓したという。1890年代になると入植者が増え、傾斜地に果樹園が作られた。1896年、食料品店、郵便局、小学校が相次いで開業し、街らしくなってきた。1908年にパシフィック電鉄の鉄道が開通しロサンゼルスと結ばれた。1914年、サンキスト・グローワーズの倉庫が完成した。果物の選別と箱詰め、出荷を集約した。1925年に法人化し「ラ・アブラ市」が誕生した。